# Araberri Basket Club
O Araberri Basket Club é um clube profissional de basquetebol situado na cidade de Vitória-Gasteiz, País Basco, Espanha que atualmente disputa a Liga Adecco Prata, a terceira liga em importância na Espanha.

## História
Fundado no ano de 1994 com a denominação "Agrupación Deportia Phoenix" por fãs do basquetebol da capital da Província de Álava. Seu primeiro patrocinador até a temporada 2005-06 foi a "Autoescuela Álava" e suas primeiras temporadas foram em ligas menores de Álava e do País Basco.
Na Temporada 2010-11 foi campeão da Liga EBA alcançando o acesso para a LEB Prata. Neste embalo segue bem na temporada 2011-12 chegando as semifinais da LEB Prata e sagra-se campeão da Copa LEB Prata

## Temporada por Temporada
| Temporada | Nível | Divisão       | Pos. | Pós Temporada        | TR    | PL  | Copas          | Copas |
| --------- | ----- | ------------- | ---- | -------------------- | ----- | --- | -------------- | ----- |
| 2002–03   | 7     | 1ª Provincial | 1    | Promovido            |       |     | –              | –     |
| 2003–04   | 6     | 1ª Autonómica | 6    | Playoffs de Ascensão |       |     | –              | –     |
| 2004–05   | 6     | 1ª Autonómica | 2    | Promovido            |       |     | –              | –     |
| 2005–06   | 5     | 1ª Divisão    | 9    | –                    | 16–14 | –   | –              | –     |
| 2006–07   | 5     | 1ª Divisão    | 5    | –                    | 17–9  | –   | –              | –     |
| 2007–08   | 6     | 1ª Divisão    | 2    | Playoffs de Ascensão | 21–7  | 1–2 | –              | –     |
| 2008–09   | 6     | 1ª Divisão    | 1    | Promovido            | 23–5  |     | –              | –     |
| 2009–10   | 4     | Liga EBA      | 4    | Quartas de Final24º  | 15–11 | 1–1 | –              | –     |
| 2010–11   | 4     | Liga EBA      | 1    | PromovidoCampeão     | 21–1  | 4–2 | –              | –     |
| 2011–12   | 3     | LEB Prata     | 4    | Semifinalista        | 13–11 | 4–3 | Copa LEB Plata | C     |
| 2012–13   | 3     | LEB Prata     | 7    | Quartas de Final     | 10–10 | 1–1 | –              | –     |
| 2013–14   | 3     | LEB Prata     | 8    | Quartas de Final     | 11–13 | 1–2 | –              | –     |
| 2014–15   | 3     | LEB Prata     | 15   | Rebaixado            | 2-26  | –   | –              | –     |